# Отдел „Транспорт и съобщения“ при ЦК на БКП
Отделът „Транспорт и съобщения“ при ЦК на БКП съществува като самостоятелно структурно звено за кратко време (1964–1965), след което се обединява с отдел „Промишленост“. До пролетта на 1980 г. в ЦК на БКП има отдел „Промишленост и транспорт“, а след това отново се обособява самостоятелен отдел „Транспорт и съобщения“. Новият отдел има три направления (по железопътен и автотранспорт, по воден и въздушен транспорт и по съобщенията) и един сектор – „Технически прогрес и икономика на транспорта и съобщенията“.
През 1984 г. всички отраслови отдели се обединяват в един – „Икономическа и научно-техническа политика на БКП“.

## Завеждащи отдела
- Ламбо Теолов (1963-1966)
- Атанас Попов